# Elis Regina
Elis Regina Carvalho Costa est l'une des chanteuses brésiliennes les plus populaires des années 1960 et années 1970, née le 17 mars 1945 à Porto Alegre et morte le 19 janvier 1982 à São Paulo.

## Biographie
Elis Regina naît à Porto Alegre en 1945. Elle y commence sa carrière à l'âge de 11 ans, dans une émission de radio pour enfants sur Rádio Farroupilha. En 1959, elle signe avec Rádio Gaúcha et l'année suivante part pour Rio de Janeiro où elle enregistre son premier album, Viva a Brotolândia.
Elle gagne son premier concours de chant en 1965 en chantant Arrastão de Edu Lobo et Vinícius de Moraes, et devient une des révélations de la chanson brésilienne dans ces années 1960. Son second album avec Jair Rodrigues, Dois na Bossa, s'établit dans le classement des meilleures ventes nationales.
À la fin des années 1960 et au début des années 1970, elle contribue à populariser le mouvement tropicaliste, en enregistrant des chansons de compositeurs comme Gilberto Gil. En 1974, son album-duo avec Antônio Carlos Jobim, Elis & Tom, paru chez Philips, est souvent cité comme l'un de ses albums les plus marquants mais aussi comme l'un des meilleurs albums de bossa nova jamais sortis. Elle travaille aussi avec Milton Nascimento, Ronaldo Bôscoli, Chico Buarque, Jorge Ben, Caetano Veloso et Adoniran Barbosa avec lequel elle chantera Tiro ao Álvaro. Elle possède une voix extraordinaire et une superbe intonation, et excelle dans les rythmes up-tempo. On la surnomme furacão (ouragan) et aussi pimentinha (petit piment) pour le perfectionnisme acharné qu'elle met dans son travail.
Elle critique souvent le régime militaire au pouvoir au Brésil à cette époque. Ce régime persécute et pousse à l'exil beaucoup de musiciens de sa génération.
Ainsi dans une interview réalisée en 1969, elle affirme que le Brésil est gouverné par des « gorilles ». Sa popularité la protège de toutes représailles, mais elle est contrainte par la dictature de chanter l'hymne national brésilien lors d'une commémoration publique de l'indépendance du pays, ce qui provoque l'ire des mouvements de gauche à son égard.
En 1979, dans la région du Grand ABC de São Paulo, plus de 150 000 métallurgistes en grève affrontent le gouvernement militaire brésilien, menée par Lula, afin d’obtenir de meilleures conditions de vie. Elis Regina participe à plusieurs spectacles soutenant la grève, s'affichant avec Lula. En 1980, elle adhère au Parti des travailleurs, l'année de sa fondation.
Elis Regina succombe en 1982 à une ingestion de cocaïne, d'alcool et de témazépam, à l'âge de 36 ans seulement. Elle est enterrée au Cemitério do Morumbi à São Paulo.

### Famille
Elis se marie deux fois et donne naissance à trois enfants. Son premier époux est Ronaldo Bôscoli, l'un des paroliers les plus connus de la bossa-nova, en 1967. Le couple a un fils en 1970, Joāo Marcelo Bôscoli. Plus tard, elle épouse le pianiste, compositeur et son arrangeur de longue date César Camargo Mariano avec qui elle a deux enfants, Pedro Camargo Mariano en 1975 et Maria Rita en 1977. Ses trois enfants sont musiciens eux-mêmes.

## Héritage et hommages

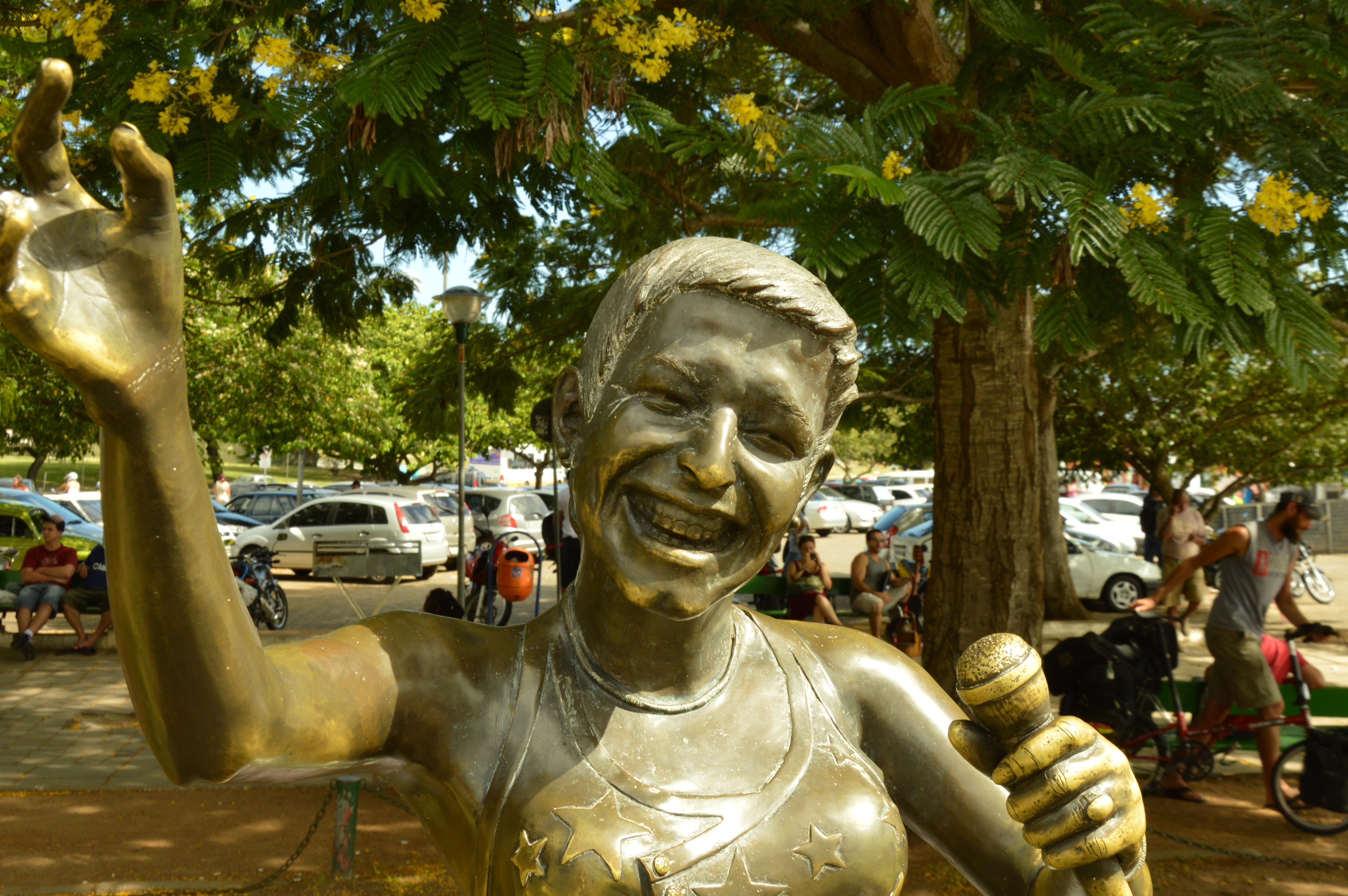
Une statue d'Elis Regina à Porto Alegre, inaugurée en 2009.

Le 18 août 1997, elle reçoit à titre posthume le grade de Commandeur de l'Ordre de l'Infant Dom Henri du Portugal. 
Le 22 septembre 2005, un espace commémoratif en son hommage est inauguré à la « Casa de Cultura Mario Quintana », à Porto Alegre, pour abriter sa collection composée de photographies, d'articles, d'objets, de disques et d'autres objets liés à la vie et à l'œuvre de la chanteuse, offerts par des fans, des journalistes et des amis personnels d'Elis.

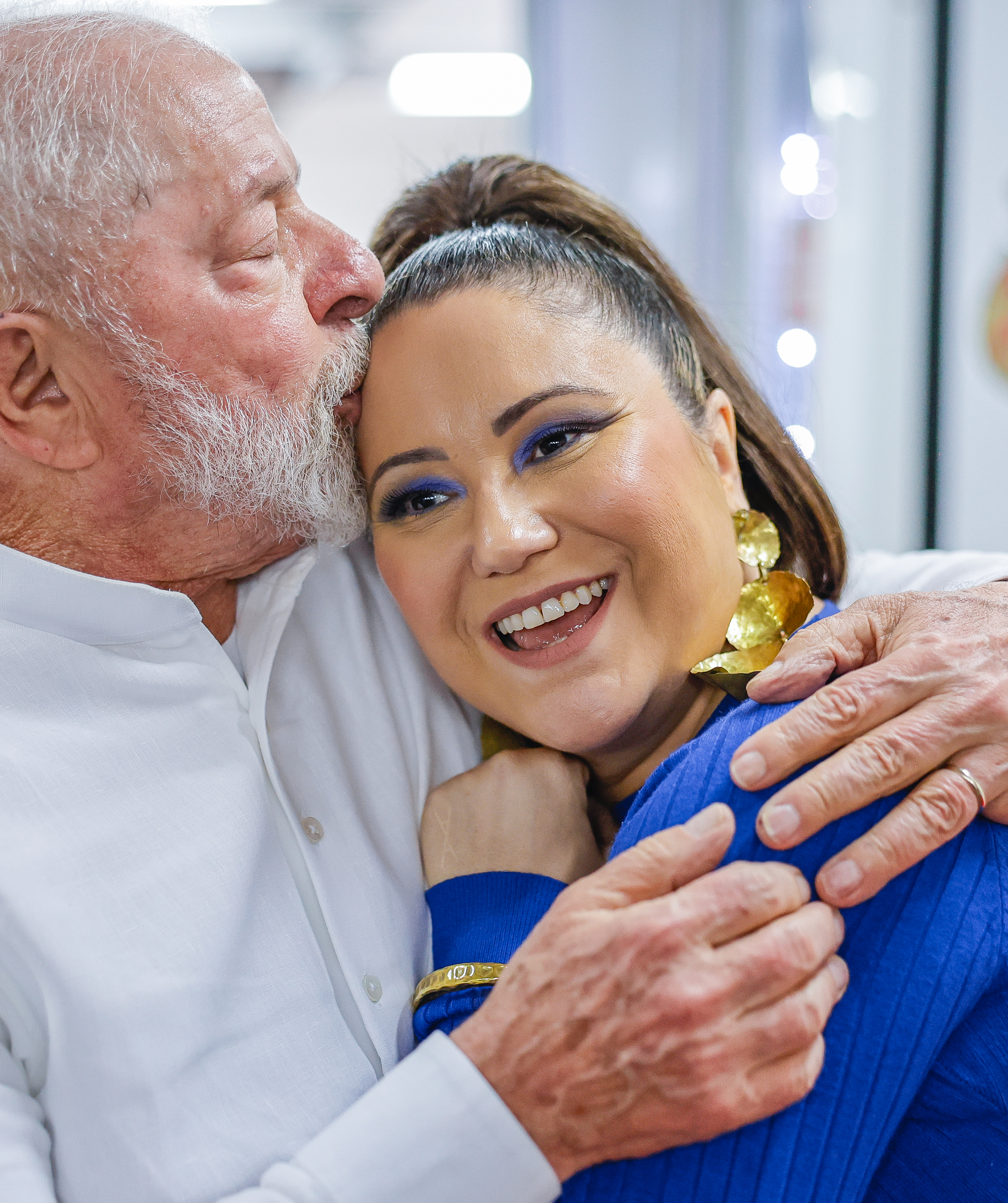
Lula et Maria Rita en juillet 2023.

Dans le cadre des célébrations du 237e anniversaire de la ville de Porto Alegre, le 26 mars 2009, une statue en bronze de la chanteuse est inaugurée. L'œuvre, réalisée par l'artiste José Pereira Passos, repose sur un socle en granit qui ressemble à un disque vinyle, orné d'étoiles en métal.
En 2016, sort le film « Elis », avec l'actrice brésilienne Andreia Horta comme interprète de la chanteuse. En 2019, est sortie la mini-série « Elis - Vivre vaut mieux que rêver », diffusée sur TV Globo.
En juillet 2023, sa fille chanteuse Maria Rita rend hommage à son engagement politique contre la dictature militaire et auprès des syndicats de l'État de São Paulo, lors d'un évènement du Syndicat des métallurgistes ABC, accompagné de Lula. Elle interprète « Como nossos pais », l'une de ses musiques les plus connues, décrivant la désillusion d'une jeunesse réprimée pendant la dictature, mais parlant aussi d'espoir et de lutte, faisant pleurer le président Lula et la première dame Janja.

## Discographie
- Viva a Brotôlandia (1961)
- Poema (1962)
- O Bem do Amor (1963)
- Ellis Regina (1963)
- Dois na Bossa (1965)
- O Fino do Fino - Elis & Zimbo Trio (1965)
- Samba, Eu Canto Assim! (1965)
- Dois na Bossa nº2 (1966)
- Elis (1966)
- Dois Na Bossa nº3 (1967)
- Elis Especial (1968)
- Elis, Como e Porqué (1969)
- Elis Regina in London (1969)
- Aquarela do Brasil - Elis Regina & Toots Thielemans (1969)
- Elis no Teatro da Praia com Miele e Bôscoli (1970)
- Em Pleno Verão (1970)
- Ela (1971)
- Elis (1972)
- Elis (1973)
- Elis (1974)
- Elis & Tom (1974)
- Falso Brilhante (1976)
- Elis (1977)
- Vento de Maio (1978)
- Transversal Do Tempo (1978) (live)
- Essa Mulher (1979)
- Elis Especial (1979)
- Elis Regina Montreux Jazz Festival com Hermeto Pascoal (1979)
- Saudade do Brasil (1980)
- Elis (1980)

### Albums posthumes
- Trem Azul (1982) (live)
- Luz das Estrelas (1984)
- Elis Regina no Fino da Bossa (1994) (live)
- Elis ao Vivo (1995) (live)
- 20 Anos de Saudade (2002) (compilation)
- Little Pepper: The Definitive Collection (2004) (compilation)
- Samba, Jazz & Bossa (2006) (compilation - 2 CD)